# Thái

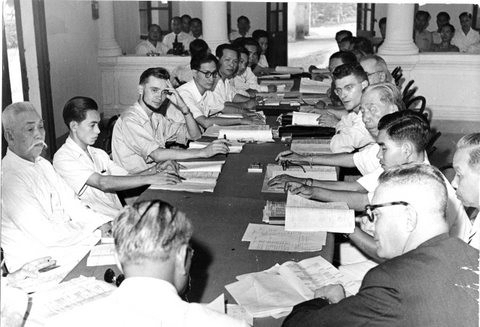
Il consiglio della "Fédération Thaï" nel 1950

Il gruppo dei popoli thái è uno dei 54 gruppi etnici in Vietnam riconosciuti dal governo centrale. Le etnie che formano questo gruppo sono i tai dam, i tai don, i phu thai, i tai daeng, i tai thanh e i tai hang tong, che fanno tutte parte dei popoli tai e parlano ognuna un proprio idioma compreso nelle lingue tai sud-occidentali. Tutti i popoli thái sono insediati a sud o a sud-ovest del fiume Rosso. Il gruppo dei thái non va confuso con i thai, la maggioranza etnica della Thailandia, che fa comunque a sua volta parte dei popoli tai.

## Distribuzione
Secondo il censimento vietnamita del 2009, vi erano 1 550 423 thái, che rappresentavano l'1,8 % della popolazione totale e il terzo gruppo più popoloso dopo i kinh (vietnamiti) e i tày. Erano in prevalenza in aree montane rurali, mentre il 6,4 % era nelle città. Erano distribuiti nelle seguenti province del Vietnam settentrionale:
- Sơn La: dove erano 572 441 (53,2 % della popolazione provinciale)
- Nghệ An, 295 132 (10,1 %)
- Thanh Hóa: 225 336 (6,6 %)
- Điện Biên: 186 270 (38,0 %)
- Lai Châu: 119 805 (32,3 %)
- Yên Bái: 53 104 (7,2 %)
- Hòa Bình: 31 386 (4,0 %)

Le singole etnie che compongono i popoli thái sono così suddivise da Ethnologue:
- Thái đen (in lingua thai: tai dam) letteralmente tai neri: circa 700 000 nelle province di Sơn La, Điện Biên, Lai Châu e Yên Bái. Sono presenti anche in Laos, Cina e Thailandia
- Thái trắng (in lingua thai: tai khao) letteralmente tai bianchi: circa 280 000 nelle province di Lai Châu, Điện Biên e Sơn La. Sono presenti anche in Laos e Cina.
- Phu thai: circa 209 000 nelle province di Thanh Hóa e Nghệ An. Sono presenti anche in Laos e Thailandia.
- Thái đỏ (in lingua thai: tai daeng) letteralmente tai rossi: circa 80 000 nelle province di Sơn La e Hòa Bình. Sono presenti anche in Laos e Thailandia.
- Tai thanh: circa 20 000 nelle province di Nghệ An e Thanh Hóa. Sono presenti anche in Laos.
- Tai hang tong (in lingua lao tai pao): circa 10 000 nella provincia di Nghệ An. Sono presenti anche in Laos.

## Etnie del Vietnam correlate
Altri popoli tai presenti in Vietnam sono i bố y (noti in Cina come buyei), i giáy, i lao, i lü, i nung, i sán chay, i tay, i gelao, i lachi, i laha e i qabiao, ognuno dei quali è però riconosciuto dal governo separatamente tra i 54 gruppi etnici del Vietnam.

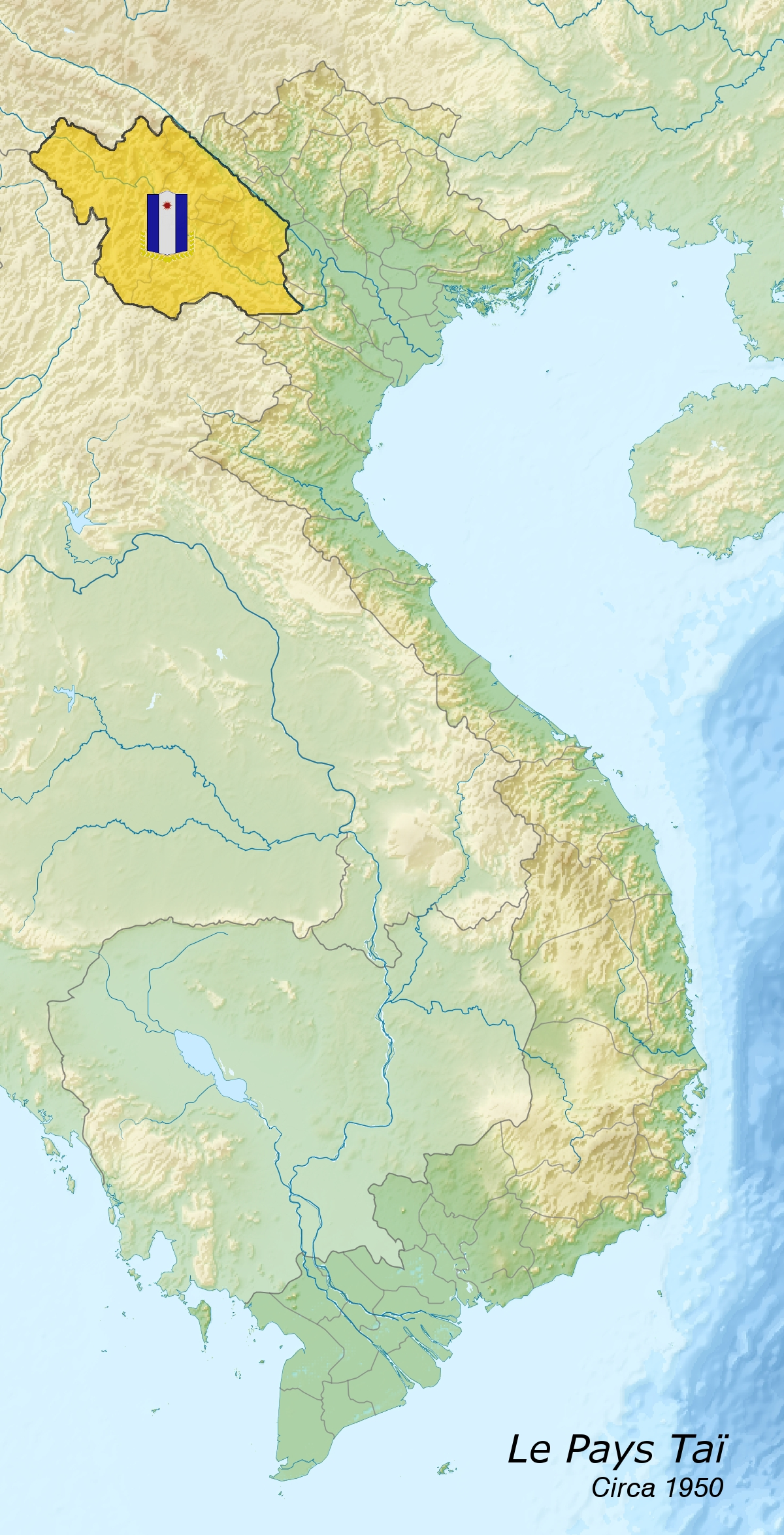
Territorio della "Fédération Thaï" attorno al 1950

## Storia
Come molti dei popoli tai, i tai dam, tai daeng e tai don fondarono nel nord del sud-est asiatico quelle che divennero le città-Stato chiamate mueang (in lingua vietnamita mường) guidate dai locali sovrani chao. In seguito, le popolazioni Tai delle valli montane dei fiumi Rosso e Nero resistettero alle invasioni mongole del XIII secolo e mantennero la propria autonomia nei secoli successivi pagando tributi ai Cinesi, ai Dai Viet e ai laotiani di Lan Xang. Risalendo i fiumi Rosso e Nero, i Tai della zona intensificarono i commerci con le province cinesi dello Yunnan e del Guangxi. In mancanza di documenti ufficiali, si è ipotizzato che 12 di queste mueang abbiano formalizzato l'alleanza formando la confederazione di Sip Song Chu Tai nel XVII secolo, se non prima. Dopo l'istituzione, la confederazione fu tributaria a turno del Regno di Luang Prabang, uno dei tre Stati laotiani formatisi dal frazionamento di Lanxang, della Birmania e del Dai Viet con capitale a Huế, in particolar modo con l'avvento della dinastia Nguyễn, che unificò il Dai Viet all'inizio del XIX secolo.
In seguito la condederazione si venne a trovare in un territorio di confine tra il l'Impero vietnamita ed il Regno di Luang Prabang, tributario del Siam dalla fine dell'Ottocento, e furono spesso in lotta con il governo imperiale vietnamita che non riusciva a controllarle. Nel 1865 furono occupate da bande di profughi cinesi fuggiti dalle repressioni della dinastia Qing. Queste bande furono egemonizzate dall'esercito della bandiera nera, che sottomise le popolazioni locali e collaborò con l'imperatore vietnamita, ottenendo in cambio un riconoscimento formale. In quegli anni i francesi si erano assicurati il protettorato della Cocincina e, a partire dal 1872, iniziarono gli attacchi contro il resto del Vietnam, che videro l'esercito della bandiera nera combattere nella resistenza al fianco dei vietnamiti.
Nel 1885, con la fine della guerra franco-cinese, i francesi portarono a termine la colonizzazione dell'intero Vietnam e i siamesi, allarmati dalla pressione che ne risultava su Luang Prabang, nel 1886 occuparono la confederazione indipendente Sip Song Chu Tai (letteralmente "dodici principati tai"), ma nel 1888 i francesi cacciarono i siamesi dopo essersi alleati con le bandiere nere e le popolazioni locali, e occuparono a loro volta la zona facendone un protettorato autonomo chiamato "Pays Thaï". Nel 1948 la confederazione fu riconosciuta come Stato indipendente all'interno dell'Unione francese con il nome "Fédération Thaï", i cui militari furono ufficialmente schierati con i francesi durante la guerra d'Indocina. Una parte della popolazione combatté invece a fianco dei comunisti nord-vietnamiti Viet Minh.
Con la disfatta francese del 1954 nella battaglia di Dien Bien Phu e il trionfo dei Viet Minh, che fondarono il Vietnam del Nord, buona parte dei thái si rifugiarono in Francia, Australia o Stati Uniti. Il territorio della federazione thái fu nel 1955 assegnato alla Regione autonoma dei thái-mèo (in lingua viet Khu tự trị Thai-Mèo) che nel 1961 fu ribattezzata "Regione autonoma del Nordovest". Alla fine della guerra del Vietnam, nel 1975 la regione fu abolita.